# Congresso Panafricano
Il Congresso Panafricano d'Azania (in inglese Pan Africanist Congress of Azania) è un partito politico sudafricano fondato nel 1959.
Di orientamento panafricano, promuove l'unità politica e il sentimento d'identità comune tra i Paesi africani (in particolare quelli dell'Africa nera), ambendo a costruire istituzioni che rendano effettiva questa unità.

## Risultati elettorali
| Elezione      | Voti    | % | Seggi   |
| ------------- | ------- | - | ------- |
| Generali 1999 | 113.125 |   | 3 / 400 |
| Generali 2004 | 113.512 |   | 3 / 400 |
| Generali 2009 | 48.530  |   | 1 / 400 |
| Generali 2014 | 37.784  |   | 1 / 400 |
| Generali 2019 | 32.677  |   | 1 / 400 |